# Saint-Germain-sur-Eaulne
Saint-Germain-sur-Eaulne är en kommun i departementet Seine-Maritime i regionen Normandie i norra Frankrike. Kommunen ligger i kantonen Neufchâtel-en-Bray som tillhör arrondissementet Dieppe. År 2022 hade Saint-Germain-sur-Eaulne 226 invånare.

## Befolkningsutveckling
Antalet invånare i kommunen Saint-Germain-sur-Eaulne
| Referens: INSEE |